# Mysterious Ways
Az Mysterious Ways a nyolcadik dal az ír U2 rockzenekar 1991-es Achtung Baby albumáról.
A 9. helyet érte el a Billboard Hot 100-on (az előző kislemez, a The Fly csak a 61. lett), az együttesnek ez az egyik legjobban szereplő amerikai kislemeze, csak három daluk ért el ennél magasabb helyezést (a With or Without You és az I Still Haven’t Found What I’m Looking For elsők lettek, a Desire harmadik). A Billboard két speciális rocklistáján, a Mainstream Rock Tracks és Modern Rock Tracks listáján az első helyet érte el.
Amikor élőben játszották a Zoo TV Touron, egy hastáncos is megjelent a színpadon – ez a videóklipből származott –, és kiterjesztették a dalt, hozzáfűzve egy The Edge által játszott zongorarészt. Ezen kívül beillesztettek egy slide gitárszólót oda, ahol a stúdióverzió szerint véget ért volna. A bevezetőt és a befejező részt átszövi egy Bono által falzettben énekelt rész. A színpadi táncosok közül Morleigh Steinberg később The Edge felesége lett. Megjelenése óta minden koncerten játszották, és felkerült az összes koncertfilmjükre, kivétel a Elevation 2001: Live from Boston.
A kislemez borítóján egy Trabant kereke látható, további ilyen Trabant-borítósok az Even Better Than the Real Thing, a The Fly és a Who’s Gonna Ride Your Wild Horses.
A videóklipet Stphanie Sednaoui rendezte Marokkóban, ebben tűnt fel a fent említett hastáncos nő.

## Külső hivatkozások
- Dalszöveg Archiválva 2007. október 16-i dátummal a Wayback Machine-ben
- A dalszöveg magyarul
- Videóklip